# Anarchy: A Journal of Desire Armed
Anarchy: A Journal of Desire Armed es una revista anarquista norteamericana que tuvo un rol trascendental en constituir la tendencia de la anarquía postizquierda. Ha sido una de las publicaciones anarquistas más populares de las décadas recientes en Norteamérica. Fue fundada por miembros de la Columbia Anarchist League de Columbia, Misuri y continuó siendo publicada por alrededor de 15 años, eventualmente bajo el control editorial de Jason McQuinn (quien inicialmente usó el seudónimo de "Lev Chernyi" en alusión al anarquista individualista ruso del mismo seudónimo). La revista después se trasladaría a la ciudad de Nueva York en 1995 para ser publicada por el colectivo de Autonomedia. Regreso a ser publicada poco después por el colectivo de Columbia Anarchist League desde 1997 a 2006. Desde entonces es publicada por un grupo localizado en Berkeley, California. La revista no acepta publicidad.

## Perspectiva y contrubuyentes
La revista es notoria por propulsar la tendencia de la anarquía postizquierda tal como ha sido elaborada por escritores como Lawrence Jarach, John Zerzan, Bob Black, Jason McQuinn, y Wolfi Landstreicher. Los temas que destacan en sus páginas son la crítica a la izquierda ortodoxa, el rechazo del trabajo y una perspectiva neo-ilegalista junto con fuertes influencias del situacionismo.
La revista a veces publica escritos de anarcoprimitivistas como John Zerzan lo cual en algunas ocasiones le ha merecido el membrete de revista "primitivista" aunque también ha publicado críticas al anarco-primitivismo por parte de escritores no adherentes a esa tendencia como Jason McQuinn, Lawrence Jarach y Wolfi Landstreicher.